# Supercopa de Egipto 2010
La Supercopa de Egipto 2010 fue un partido de fútbol que enfrentó al ganador de la Liga y de la Copa de Egipto de la temporada anterior (2009-10). El partido tuvo lugar entre el Al-Ahly y el Haras El-Hodood, con victoria del primero por un gol a cero. El partido se celebró el 25 de julio de 2010 en el Estadio Internacional de El Cairo.

## Previo
Esta fue la décima edición de la Supercopa de Egipto.
El Al-Ahly ganó la Liga de Egipto 2009-10 al quedar primero en la clasificación con 65 puntos, 10 más que el segundo clasificado, el Zamalek SC. Esta fue la séptima vez que el equipo disputa esta competición. 
Por su parte el Haras El-Hodood fue el campeón de la Copa de Egipto 2009–10, derrotando en la final precisamente al Al-Ahly en la tanda de penaltis (5-4), después de haber empatado el partido a 1.

## Partido
El partido llegó al descanso con empate a 0. En la segunda mitad, en el minuto 62, el centrocampista del Al-Ahly Mohamed Aboutrika anotó el primer y único tanto del partido.
Hubo dos expulsiones, una para cada equipo: Sayed Moawad y Ahmed Abd El-Ghani.

## Detalles
| 1          | POR        | Sherif Ekramy         |  |
| 4          | DEF        | Sherif Abdel-Fadil    |  |
| 6          | DEF        | Wael Gomaa            |  |
| 5          | DEF        | Ahmad El-Sayed        |  |
| 12         | DEF        | Sayed Moawad          |  |
| 8          | MED        | Mohamed Barakat       |  |
| 25         | MED        | Hossam Ashour         |  |
| 14         | MED        | Hossam Ghaly          |  |
| 17         | MED        | Ahmed Hassan          |  |
| 22         | DEL        | Mohamed Aboutrika 62' |  |
| 13         | DEL        | Francis Doe           |  |
| Entrenador | Entrenador | Hossam El-Badry       |  |

| 27         | POR        | Ali Farag             |  |
| 5          | DEF        | Mohamed Mekky         |  |
| 33         | DEF        | Islam Ramadan         |  |
| 2          | DEF        | Islam El-Shater       |  |
| 4          | DEF        | Ahmed Kamal           |  |
| 20         | MED        | Ahmed El Safi         |  |
| 23         | MED        | Mohamed Halim         |  |
| 7          | MED        | Mohamed Al-Herda      |  |
| 14         | MED        | Ahmed Eid Abdel Malek |  |
| 9          | DEL        | Ahmed Hassan Mekky    |  |
| 11         | DEL        | Ahmed Abdel-Ghani     |  |
| Entrenador | Entrenador | Tarek El Ashry        |  |

| 33 | MED | Mostafa Afroto |  |
| 27 | DEL | Mohamed Talaat |  |

| 8  | MED | Abdel-Rahman Farouk |  |
| ?  | MED | N'dai Lamere        |  |
| 25 | MED | Abd El-Rahman Mohy  |  |

| 1          | POR        | Sherif Ekramy         |  |
| 4          | DEF        | Sherif Abdel-Fadil    |  |
| 6          | DEF        | Wael Gomaa            |  |
| 5          | DEF        | Ahmad El-Sayed        |  |
| 12         | DEF        | Sayed Moawad          |  |
| 8          | MED        | Mohamed Barakat       |  |
| 25         | MED        | Hossam Ashour         |  |
| 14         | MED        | Hossam Ghaly          |  |
| 17         | MED        | Ahmed Hassan          |  |
| 22         | DEL        | Mohamed Aboutrika 62' |  |
| 13         | DEL        | Francis Doe           |  |
| Entrenador | Entrenador | Hossam El-Badry       |  |

| 27         | POR        | Ali Farag             |  |
| 5          | DEF        | Mohamed Mekky         |  |
| 33         | DEF        | Islam Ramadan         |  |
| 2          | DEF        | Islam El-Shater       |  |
| 4          | DEF        | Ahmed Kamal           |  |
| 20         | MED        | Ahmed El Safi         |  |
| 23         | MED        | Mohamed Halim         |  |
| 7          | MED        | Mohamed Al-Herda      |  |
| 14         | MED        | Ahmed Eid Abdel Malek |  |
| 9          | DEL        | Ahmed Hassan Mekky    |  |
| 11         | DEL        | Ahmed Abdel-Ghani     |  |
| Entrenador | Entrenador | Tarek El Ashry        |  |

| 33 | MED | Mostafa Afroto |  |
| 27 | DEL | Mohamed Talaat |  |

| 8  | MED | Abdel-Rahman Farouk |  |
| ?  | MED | N'dai Lamere        |  |
| 25 | MED | Abd El-Rahman Mohy  |  |